# 香川県道・徳島県道8号観音寺佐野線
香川県道・徳島県道8号観音寺佐野線（かがわけんどう・とくしまけんどう8ごう かんおんじさのせん）は、香川県観音寺市から徳島県三好市に至る県道（主要地方道）である。

## 概要

### 路線データ
- 起点：香川県観音寺市観音寺町（三架橋交差点・香川県道21号丸亀詫間豊浜線交点）
- 終点：徳島県三好市池田町佐野（国道192号交点）

## 歴史
- 1923年4月1日 - 佐馬地観音寺線が認定[要出典]
- 1959年1月31日 - 徳島県道再編により同路線名で再認定[要出典]
- 1972年3月10日 - 徳島県道・香川県道111号佐馬地観音寺線として再認定[要出典]
- 1976年10月5日 - 香川県道・徳島県道8号観音寺佐野線として主要地方道に昇格[要出典]
- 1993年（平成5年）5月11日 - 建設省から、県道観音寺佐野線が観音寺佐野線として主要地方道に指定される[1]。

## 主な構造物

### 橋梁
- 昭和橋（一ノ谷川）
- 黒渕新橋（柞田川）

### トンネル
曼陀トンネル

## 地理

### 通過する自治体
- 香川県
  - 観音寺市
- 徳島県
  - 三好市

### 交差する道路
- 香川県道21号丸亀詫間豊浜線・香川県道49号観音寺善通寺線（香川県観音寺市・三架橋交差点、起点）
- 香川県道240号粟井観音寺線（香川県観音寺市・七間橋交差点）
- 香川県道237号黒渕本大線（香川県観音寺市・柞田町交差点）
- 国道11号（香川県観音寺市・十三塚交差点）
- 国道377号（香川県観音寺市・辻東交差点）
- 香川県道241号丸井萩原豊浜線（香川県観音寺市・萩原交差点）
- 香川県道9号大野原川之江線（香川県観音寺市）
- 国道192号（徳島県三好市池田町佐野福田井、終点）

### 峠
- 曼陀峠（まんだとうげ）（香川県観音寺市 - 徳島県三好市）

道幅はやや狭く2〜1.5車線程度の道路であり（徳島県側は完全2車線）、走行にはやや注意が必要。ただし、両県を結ぶ他の主要地方道の越県区間よりは（元々国道32号だった香川県道・徳島県道5号観音寺池田線を別にすれば）断然広い。これは、もともと香川県がこの区間（徳島県側の一部を含む）を有料道路として整備し、その後無料化されたためである。

## ギャラリー

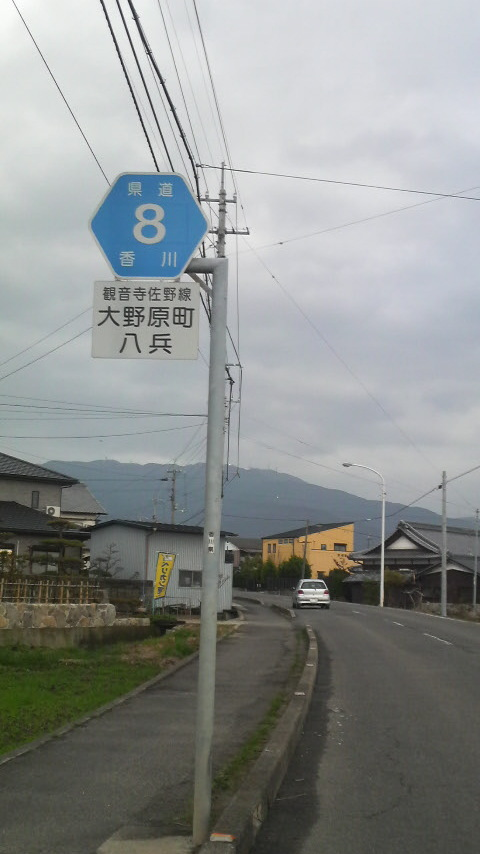
県道標識（香川県側） （香川県観音寺市大野原町八兵）
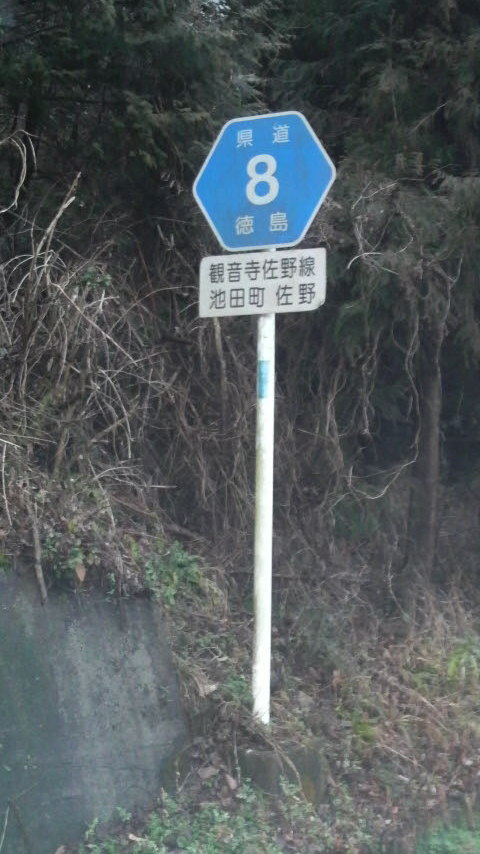
県道標識（徳島県側） （徳島県三好市池田町佐野字北沼谷）